# فهرست دانشگاه‌ها در روسیه
- آکادمی اف‌اس‌بی
- دانشگاه کمونیستی زحمتکشان شرق
- دانشگاه دوستی ملل روسیه
- دانشگاه دولتی کشاورزی روسیه
- کنسرواتوار دولتی چایکوفسکی مسکو
- کنسرواتوار سنت پیترزبورگ
- دانشگاه دولتی مسکو
- دانشگاه سینرژی مسکو
- دانشگاه دولتی سن پترزبورگ
- دانشگاه اسلامی روسیه
- دانشگاه قازان
- دانشگاه سچینوا
- دانشگاه اطفال سن پترزبورگ-پدیاتریچسکی
- دانشگاه ریاست جمهوری سن پترزبورگ - رانخیکس
- دانشگاه دولتی پزشکی اوفا

- دانشگاه پزشکی پاولوف سن پترزبورگ
- دانشگاه پزشکی مچنیکوف سن پترزبورگ
- دانشگاه فدرال دولتی پسکوف
- دانشگاه دولتی نووسیبیرسک
- دانشگاه سماشکو مسکو